# Hazzá al-Mansúrí
Hazzá al-Mansúrí (arabsky هَزَّاع ٱلْمَنْصُورِي‎; * 13. prosince 1983 al-Wathba, Spojené arabské emiráty) je vojenský pilot a první kosmonaut Spojených arabských emirátů, který roku 2019 absolvoval týdenní kosmický let do vesmíru na Mezinárodní vesmírnou stanici.

## Život
Hazzá al-Mansúrí se narodil roku 1983, pochází z Al Wathby, příměstí Abú Zabí, hlavního města Spojených arabských emirátů. Roku 2004 dokončil studium na Letecké škole Chalífy bin Zájeda (Khalifa bin Zayed Aviation College) a nastoupil do vojenského letectva emirátů, v němž sloužil jako vojenský pilot. Mimo jiné létal i na stíhacích F-16 Fighting Falcon.

## Let do vesmíru
Roku 2017 se účastnil náboru kosmonatů emirátů a uspěl, dostal se mezi dva finální kandidáty (společně se Sultánem an-Nejádím), kteří v září 2018 zahájili výcvik k letu v ruském Středisku přípravy kosmonautů ve Hvězdném městečku. Kosmonaut emirátů měl letět v březnu 2019 v Sojuzu MS-12 v rámci 19. návštěvní expedice na Mezinárodní vesmírnou stanici (ISS), ale po neúspěšném startu Sojuzu MS-10 v říjnu 2018 byl program letů změněn a 19. návštěvní expedice odložena na podzim 2019.
Do vesmíru Hazzá al-Mansúrí vzlétl 25. září 2019 z kazašského Bajkonuru v Sojuzu MS-15 společně s kosmonauty Olegem Skripočkou a Jessicou Meirovou. Téhož dne se spojili s ISS a al-Mansúrímu začal týdenní pobyt na stanici. Na Zem se vrátil 3. října 2019 v Sojuzu MS-12 s vracejícími se kosmonauty Expedice 60 Alexejem Ovčininem a Nickem Hague. Al-Mansúrího kosmický let trval 7 dní, 21 hodin a 2 minuty.